# Hontari (Nesterenkî), Poltava
Hontari (în ucraineană Гонтарі) este un sat în comuna Nesterenkî din raionul Poltava, regiunea Poltava, Ucraina.

## Demografie
Componența lingvistică a localității Hontari
     Ucraineană (100%)
Conform recensământului din 2001, toată populația localității Hontari era vorbitoare de ucraineană (100%).